# بانکسیا، نیو ساوت ولز
بانکسیا (به انگلیسی: Banksia) یک حومه شهر در استرالیا است که در نیو ساوت ولز واقع شده‌است.